# Herbert Kittelmann
Herbert Kittelmann (né le 21 octobre 1915, mort le 12 janvier 1982 à Naumbourg) est un résistant allemand au nazisme puis officier est-allemand de la Volkspolizei, du ministère de la Sécurité d'État et de la Nationale Volksarmee.

## Biographie
Fils d'un chaudronnier, il et devient membre de la Ligue des jeunes communistes d'Allemagne en 1929. Après 1933, il appartient en tant que membre du KPD au groupe de résistance autour d'Otto Gotsche (de), qui fusionne en 1942 avec l'organisation illégale du KPD Groupe des travailleurs antifascistes d'Allemagne centrale dirigé par Robert Büchner (de) à Eisleben et est arrêté.
Après la Seconde Guerre mondiale, il est secrétaire de la direction du KPD de l'arrondissement de Mersebourg et devint membre du SED en 1946 après la fusion forcée du SPD et du KPD. En 1948, il rejoint la Volkspolizei, où il travaille d'abord dans l'administration principale pour la formation, puis dans la Kasernierte Volkspolizei (KVP), enfin en tant que chef du département politique de la préparation au KVP à Potsdam avec le grade de lieutenant-colonel. Lorsque la NVA est fondée en 1956, il devient commandant adjoint et chef du département politique de la 1re division de fusiliers motorisés (MSD) à Potsdam. En 1958, il rejoint le ministère de la Sécurité d'État en tant qu'officier supérieur et jusqu'en 1960, il est chef par intérim de l'administration du district de Potsdam, suppléant de Rudi Mittig (de), et en même temps membre de l'administration du SED du district de Potsdam. En 1960, il redevient officier de la NVA et dirige brièvement l'école des cadets de la NVA à Naumbourg (successeur du général de division Paul Blechschmidt). Après sa dissolution, à partir du 1er septembre 1960, il est commandant de l'établissement successeur à Naumbourg, la faculté préparatoire de l'Académie militaire Friedrich Engels, qui est fermée le 30 août 1965.